# Charlotte Margiono
Charlotte Margiono (Amsterdam, 24 maart 1955, officiële naam: Charlotte Marie-Louise Heijdemann) is een Nederlandse sopraan. Zij studeerde blokfluit en gitaar aan het Arnhems conservatorium toen haar stem werd ontdekt door Aafje Heynis, die haar daarop zangles gaf.
Charlotte Margiono debuteerde in 1984 bij De Nederlandse Opera als bloemenmeisje in Parsifal. In 1987 werd zij bekend bij een groter publiek door een op televisie uitgezonden masterclass van Elisabeth Schwarzkopf. Haar internationale doorbraak kwam in 1988 toen ze op het muziekfestival van Aix-en-Provence de rol van Vitellia zong in Mozarts La Clemenza di Tito. In 1990 had zij in Nederland voor het eerst veel succes als Fiordiligi in Così fan tutte onder directie van Nicolaus Harnoncourt. Zij verwierf internationale bekendheid als lyrisch sopraan in de rol van de gravin van Almaviva in Mozarts Le Nozze di Figaro. Op haar Mozartreperoire staan ook Eerste Dame in Die Zauberflöte, en Donna Elvira in Don Giovanni.
Naast de Mozartrollen breidde Charlotte Margiono ook haar lyrisch repertoire uit met o.a. de rollen van Mimi in La bohème, Marie in Die verkaufte Braut, Agathe in Der Freischütz en Vespina in L'Infedelta Delusa. Ze zong onder de dirigenten Claudio Abbado, Gerd Albrecht, Frans Brüggen, Andrew Davis, John Eliot Gardiner, Hartmut Haenchen, Bernard Haitink, Nikolaus Harnoncourt, Carlo Maria Giulini, Armin Jordan, Antonio Pappano, Alain Lombard, Kenneth Montgomery, Gary Bertini, Franz Welser-Möst, James Judd, Wolfgang Sawallisch en Edo de Waart.
Op vocaal-symfonisch vlak is Charlotte Margiono regelmatig te horen met het Koninklijk Concertgebouworkest, de Berliner Philharmoniker en Hamburger Philharmoniker, het Rotterdams Philharmonisch Orkest, l'Orchestre de Bordeaux, Minnesota Symphony en het orkest van Santa Cecilia di Roma. Zij zingt werken van Gluck, Mozart, Mendelssohn, Beethoven, Brahms, Rossini, Mahler, Ravel en Villa-Lobos en oogstte succes met de Vier letzte Lieder van Richard Strauss.
De stem van Charlotte Margiono is "jugendlichdramatisch" in het Duitse repertoire. In het Italiaans is 'zij eerder een lyrico spinto. Het Italiaanse belcanto ligt niet in het bereik van Margiono's stem.
Charlotte Margiono werkte mee aan cd-opnamen van onder meer Die Zauberflöte, Missa Solemnis, Ein Deutsches Requiem, La 'finta giardiniera, Le nozze di Figaro, Don Giovanni, Fidelio, Der Freischütz, Die Fledermaus, Falstaff en Die Meistersinger von Nürnberg.
De zangeres woont in Noord-Holland en speelt, voor haar plezier, altviool in het orkest voor Purmerend. De Hogeschool voor de Kunsten Utrecht (HKU) stelde Charlotte Margiono in 2008 aan als docent aan het Utrechts Conservatorium.
- Bibsys: 3003834
- Biblioteca Nacional de España: XX4444511
- Bibliothèque nationale de France: cb13934244w (data)
- Catàleg d'autoritats de noms i títols de Catalunya: 981058526848006706
- Gemeinsame Normdatei: 134696301
- International Standard Name Identifier: 0000 0001 1711 5224
- Library of Congress Control Number: nr91039393
- Nationale Bibliotheek van Letland: 000104690
- MusicBrainz: 7eb0db97-c717-4fbb-963f-03cb6460db3b
- Nationale Bibliotheek van Tsjechië: mzk2009511914
- Nationale Bibliotheek van Israël: 987007447466705171
- Nationale en Universitaire bibliotheek Zagreb: 000481311
- Nederlandse Thesaurus van Auteursnamen: 07268156X
- Istituto Centrale per il Catalogo Unico: UBOV532345
- Système universitaire de documentation: 08428904X
- Trove: 1196745
- Virtual International Authority File: 169663061
- WorldCat: E39PBJc7RKBrbwWbQBVFdgdhHC